# Rachat de l'entreprise par les cadres
Pour les articles homonymes, voir MBO.
Un rachat de l'entreprise par les cadres (en anglais, management buyout ou MBO) est une forme d'acquisition par laquelle les cadres d'une entreprise acquièrent une grande partie, ou la totalité, de l'entreprise, que ce soit auprès d'une société mère ou d'un autre propriétaire. Le rachat par les cadres et/ou le rachat par effet de levier sont devenus des phénomènes notoires de l'économie d'entreprise des années 1980. Les rachats de l'entreprise par les cadres ont vu le jour aux États-Unis et se sont répandus d'abord au Royaume-Uni, puis dans le reste de l'Europe. L'industrie du capital-risque a joué un rôle crucial dans le développement des rachats d'entreprises en Europe, en particulier dans les petites opérations au Royaume-Uni, aux Pays-Bas et en France.

## Fonctionnement
Les rachats d'entreprise par les cadres sont similaires dans les principaux aspects juridiques à toute autre acquisition d'une société. La nature particulière du MBO réside dans la position des acheteurs en tant que dirigeants de l'entreprise et les conséquences pratiques qui en découlent. En particulier, la procédure de vérification diligente risque d'être limitée, car les acheteurs ont déjà une connaissance complète de l'entreprise. Il est également probable que le vendeur ne donne que les garanties les plus élémentaires à la direction, étant donné que celle-ci en sait plus sur l'entreprise que le vendeur et que ce dernier ne devrait donc pas avoir à garantir l'état de l'entreprise.
Les rachats d'entreprise par les cadres suscitent certaines inquiétudes, car l'asymétrie des informations détenues par les dirigeants peut leur offrir un avantage injuste par rapport aux propriétaires. La possibilité imminente d'un rachat par les cadres peut entraîner des problèmes principal-agent, des aléas moraux et peut-être même une subtile manipulation à la baisse du cours de l'action avant la vente par le biais d'une divulgation d'informations défavorables, notamment une reconnaissance accélérée et agressive des pertes, le lancement public de projets douteux et de mauvaises surprises en matière de bénéfices. Ces problèmes rendent plus probable le recouvrement par les actionnaires qui intentent un procès pour contester le MBO que les contestations d'autres types de fusions-acquisitions. Naturellement, ces préoccupations en matière de gouvernance d'entreprise existent également chaque fois que les dirigeants de l'entreprise peuvent tirer un avantage personnel de la vente de l'entreprise ou de ses actifs. Il peut s'agir, par exemple, d'importantes indemnités de départ pour les PDG après un rachat.
Comme l'évaluation des entreprises est souvent soumise à une incertitude et une ambiguïté considérables, et comme elle peut être fortement influencée par des informations asymétriques ou privilégiées, certains remettent en question la validité des MBO et considèrent qu'elles représentent potentiellement une forme de délit d'initié.
La simple possibilité d'un MBO ou d'une indemnité de départ substantielle lors de la vente peut créer des incitations perverses susceptibles de réduire l'efficacité d'un large éventail d'entreprises - même si elles restent des sociétés publiques. Cela représente une externalité négative potentielle importante. Les dirigeants de la société cible peuvent parfois aussi créer une société holding dans le but d'acheter les actions de la société cible.

## Objectif
Les rachats d'entreprises par les cadres sont menés par des cadres qui veulent obtenir la récompense financière pour le développement futur de l'entreprise plus directement qu'elles n'obtiendraient en tant que simples employés. Un rachat par les cadres peut également être intéressant pour le vendeur, car il peut être assuré que la future entreprise autonome disposera d'une équipe de direction dédiée, ce qui lui fournira une protection substantielle contre les échecs et donc contre une mauvaise presse. En outre, dans le cas où le rachat par les cadres est soutenu par un fonds de capital-investissement (voir ci-dessous), ce dernier, étant donné qu'il est assuré d'une équipe de direction dédiée, paiera probablement un prix plus intéressant pour l'actif.

## Financement

### Financement par l'emprunt
Les cadres d'une entreprise ne disposent généralement pas de l'argent nécessaire pour acheter l'entreprise. Ils chercheront d'abord à emprunter à une banque, à condition que celle-ci soit disposée à accepter le risque. Les rachats d'entreprises par les cadres sont souvent considérés comme trop risqués pour qu'une banque finance l'achat par un prêt. Les banques demandent généralement aux cadres de direction d'investir un montant de capital qui est important pour eux personnellement. La banque prête alors à l'entreprise la partie restante du montant versé au propriétaire.

### Financement par capitaux propres
Si une banque n'est pas disposée à prêter, la direction se tournera généralement vers des investisseurs de capital-investissement pour financer le rachat. Une grande partie des rachats par des cadres sont financés de cette manière. Les investisseurs de capital-investissement investiront de l'argent en échange d'une partie des actions de l'entreprise, mais ils peuvent également accorder un prêt à la direction. La structure financière exacte dépendra de la volonté du bailleur de fonds d'équilibrer le risque avec son rendement, l'endettement étant moins risqué, mais moins rentable que l'investissement en capital.
Bien que la direction n'ait pas les ressources nécessaires pour acheter la société, les sociétés de capital-investissement exigeront que chacun des directeurs fasse un investissement aussi important que possible afin de s'assurer que la direction ait un intérêt direct significatif dans le succès de la société. Il est courant que les dirigeants réhypothèquent leur maison pour investir dans la société qu'ils veulent acheter.
Il est probable que les bailleurs de fonds privés aient des objectifs quelque peu différents de ceux de la direction. Ils cherchent généralement à maximiser leur rendement et à se retirer après 3 à 5 ans tout en minimisant les risques pour eux-mêmes, alors que la direction privilégie habituellement une vision à plus long terme.
Bien que certains objectifs coïncident - en particulier l'objectif principal de rentabilité - certaines tensions peuvent survenir. Les bailleurs de fonds imposeront invariablement à la direction de l'entreprise les mêmes garanties que celles que les vendeurs auront refusé de donner à la direction. La présence de ces garanties signifiera que la direction supportera tous les risques de défauts de l'entreprise qui affecteront sa valeur.
Comme condition de leur investissement, les bailleurs de fonds imposeront également à la direction de nombreuses conditions concernant la manière dont la société est gérée. L'objectif est de s'assurer que la direction gère la société de manière à maximiser les rendements pendant la durée de l'investissement des bailleurs de fonds, alors que la direction aurait pu espérer construire la société pour des gains à long terme. Bien que les deux objectifs ne soient pas toujours incompatibles, la direction peut se sentir limitée par les conditions imposées par les bailleurs de fonds.

### Financement par le vendeur
Dans certaines circonstances, il est possible pour les cadres et le propriétaire de l'entreprise de convenir d'un accord en vertu duquel le vendeur finance le rachat. Le prix payé au moment de la vente sera nominal, le prix réel étant payé au cours des années suivantes à partir des profits de la société. Le délai de paiement est généralement de 3 à 7 ans. 
Ce type de financement est au désavantage du vendeur, qui doit attendre de recevoir son argent après avoir perdu le contrôle de l'entreprise. Elle dépend également, si une clause d'indexation sur les bénéfices futurs est utilisée, de l'augmentation significative des bénéfices réalisés après l'acquisition, afin que l'opération représente un gain pour le vendeur par rapport à la situation avant la vente. Cela ne se produit généralement que dans des circonstances très particulières. La structure optimale consisterait à convertir la clause d'indexation sur les bénéfices futurs en une contrepartie différée contractuelle qui présente des avantages convaincants pour le vendeur puisqu'elle fixe légalement le montant total qui lui sera versé à l'avenir. Le montant est payé comme une rente trimestrielle, et le vendeur doit ensuite garantir la rente en prenant une garantie de contrepartie différée auprès d'une institution de garantie indépendante. Le bénéficiaire direct de la garantie est le vendeur et si l'entreprise vendue devient insolvable, avec des paiements différés dus au vendeur, alors l'institution de garantie paiera l'argent au vendeur au nom de l'acheteur.
Le vendeur peut accepter de financer le rachat pour des raisons fiscales, car la contrepartie sera classée comme gain en capital plutôt que comme revenu. Il peut également bénéficier d'un autre avantage, comme un prix d'achat plus élevé que celui qui serait obtenu par un autre type de rachat.
L'avantage pour les cadres est qu'ils n'ont pas à négocier avec une banque ou des investisseurs de capital-investissement et qu'ils gardent le contrôle de la société une fois la contrepartie payée.